# Leptopalaemon gagadjui
Leptopalaemon gagadjui is een garnalensoort uit de familie van de Palaemonidae. De wetenschappelijke naam van de soort is voor het eerst geldig gepubliceerd in 1993 door Bruce & Short.